# Neolatynski roman
Jeżeli edytujesz kod źródłowy, to aby uzyskać taki efekt: teoria, elektronem, Witolda Gombrowicza – twórz linki według składni: [[teoria]], [[elektron]]em, [[Witold Gombrowicz|Witolda Gombrowicza]].

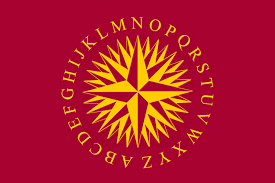
Logo projektu Vía Neolatina.

Neolatynski Roman, czyli po prostu neolatynski, to język panromański, czyli zakodowana odmiana językowa oparta na językach romańskich, reprezentująca całą grupę języków łacińskich. Może być traktowany jako propozycja standardowego języka dla całej rodziny języków romańskich i jednocześnie jako język strefowy, będący wynikiem kodowania językowego opartego na konkretnej grupie, w tym przypadku językach łacińskich. Należy podkreślić, że ten strefowy język odnosi się wyłącznie do obszaru językowego, nie obejmując żadnych aspektów społecznych ani politycznych.